# Homicidi induït
Un homicidi induït és quan algú comet qualsevol tipus d'homicidi, molt probablement per una persona que ho ordeni a una altra persona o mitjançant l'ús d'un tercer.

## Colpejar homes
Un exemple comú d'això seria una persona que contracti un home per apallissar o assassinar a sou. Aquests homes cometen l'assassinat en un objectiu o objectius específics i poden rebre el pagament a canvi de l'assassinat o assassinats comesos. Això és el que es coneix com a matança per contracte. Aquesta mena d'homes s'associen més sovint al crim organitzat, per exemple, a les bandes de màfia i de carrer, i també s'han trobat recentment a la web fosca anunciant els seus serveis.

## Matar per honor
L'assassinat per honor és un tipus d'assassinat quan una persona mata a un membre de la seva família perquè ha embrutat la imatge de la família. Normalment la víctima és una dona que ha violat les normes sexuals, com rebutjar un matrimoni concertat o tenir relacions amb homes no aprovats per la família i no relacionats. Sovint és un assassinat en representació, en què l'ordre de matar és donada pel cap de la família, generalment el pare, encarregant a un germà que mati la seva germana. En alguns casos molt rars, els homes afectats han estat contractats per realitzar els assassinats d'honor.

## Casos famosos

### John Bodkin Adams
Un famós cas d'homicidi induït fou el de John Bodkin Adams . John Bodkin Adams va ser un metge irlandès que va ser investigat des del 1946 fins al 1952 quan 152 dels seus pacients van morir misteriosament. Dels 152, 130 d'ells esmentaven Adams al seu testament, deixant-li diverses quantitats de diners i articles. Es va acusar Adams d'aconseguir que les seves infermeres assistents donessin dosis letals d'opiacis. Adams va ser arrestat i jutjat per diversos assassinats. Va admetre ajudar les seves infermeres a subministrar morfina als pacients, però va dir que era per facilitar el seu "traspàs", no per matar-los. Adams va ser absolt per diversos dels assassinats, i molts altres van ser retirats perquè els casos no eren prou forts per convèncer els tribunals. Al final, Adams va ser condemnat per frau per haver mentit sobre els papers de cremació dels cadàvers.

### Charles Manson
La persona instigadora d'un assassinat pot ser o no culpable legalment del delicte d'assassinat. Aquesta distinció legal varia allà on del món té lloc l'assassinat. La persona que va instigar l'assassinat sol ser culpable també. Poden ser acusats d'assassinat, conspiració per cometre assassinat o ser accessori a l'assassinat. Un exemple d'això és Charles Manson i els assassinats de la família Manson. Manson va ser el líder del culte a la família Manson que va residir a Califòrnia a finals dels anys seixanta. El 1969, la Família Manson va cometre nou assassinats durant cinc setmanes. Una de les persones més destacades assassinades va ser l'actriu Sharon Tate. Charles Manson no va cometre cap dels assassinats ell mateix, però va ordenar als membres de la família Manson que ho fessin. El 1971, Manson va ser condemnat per l'acusació de conspiració. El tribunal va dictaminar que Manson tenia tanta culpabilitat relacionada com els seus seguidors. Manson seria condemnat a mort inicialment, mentre que posteriorment va commutar a 9 sentències de presó de per vida vida concurrents a la presó de l'estat de Corcoran, a Califòrnia.

### Mark Hopkinson
Un cas notori d'homicidi induït fou el de Mark Hopkinson, que va ordenar la mort per bombardeigs d'un advocat i la seva família el 1977 a Evanston, Wyoming. Aquell bombardeig va assassinar l'advocat Vincent Vehar, la seva dona i un dels seus fills. Mentre estava a la presó a l'espera de judici pels assassinats a Vehar, Hopkinson va ordenar l'assassinat per tortura a un dels seus empleats, Jeff Green, que estava a punt de declarar contra Hopkinson al jutjat.
L'home que va bombardejar la casa Vehar va rebre una condemna de vint anys, però els atacants que van assassinar Jeff Green no s'han trobat mai. Hopkinson fou tanmateix condemnat per ordenar els quatre assassinats i fou executat per injecció letal el 1992.